# Ranova pictipes
Ranova pictipes är en skalbaggsart som beskrevs av Thomson 1864. Ranova pictipes ingår i släktet Ranova och familjen långhorningar.
Artens utbredningsområde är Madagaskar. Inga underarter finns listade i Catalogue of Life.